# 日枝神社 (久喜市原)
日枝神社（ひえじんじゃ）は、埼玉県久喜市の神社。

## 歴史
創建年代は不明である。ただ別当寺だった東雲院は、菖蒲城の城主佐々木氏の家臣によって創建されたものであり、佐々木氏発祥の地である近江国（現・滋賀県）の日吉大社から分霊を勧請したものと推測される。
1873年（明治6年）、近代社格制度に基づく「村社」に列せられ、1908年（明治41年）の神社合祀により、「稲荷神社」が合祀された。

## 交通アクセス
- 路線バス権現神社前停留所より徒歩3分。